# لین (آلاباما)
لین (به انگلیسی: Lynn) شهری در شهرستان وینستون ایالت آلاباما است که مساحت آن ۲۷٫۶۲ کیلومتر مربع است و در سرشماری سال ۲۰۱۰ میلادی، ۶۵۹ نفر جمعیت داشته و تراکم جمعیتی آن، ۲۳٫۸۶ نفر در هر کیلومتر مربع بوده است.